# IC 2550
IC 2550  ist eine Balken-Spiralgalaxie vom Hubble-Typ SBbc im Sternbild Kleiner Löwe am Nordsternhimmel. Sie ist rund 212 Millionen Lichtjahre von der Milchstraße entfernt und hat einen Durchmesser von etwa 65.000 Lichtjahren.  
Das Objekt wurde am 7. Mai 1900 von Stéphane Javelle entdeckt.